# Archon (zwierzęta)
Archon – rodzaj motyli dziennych z rodziny paziowatych. 
Przedstawiciele rodzaju występują na terenie Europy i Azji, od Iranu i Iraku po europejską część Turcji, Bułgarię i Grecję.
Rodzaj obejmuje gatunki:
- Archon apollinaris (Staudinger, 1892)
- Archon apollinus (Herbst, 1798)
- Archon bostanchii de Freina et Naderi, 2003